# Saint-Placide
Saint-Placide liegt am Ufer des Lac des Deux Montagnes in der regionalen Grafschaftsgemeinde Deux-Montagnes (regionale Grafschaftsgemeinde) in Québec (Kanada) und gehört zum Verwaltungsbezirk Laurentides (Region).

## Nachbargemeinden
|                          |                        | Mirabel                 |
| Saint-André-d'Argenteuil |                        | Saint-André-d'Argenteui |
| Rigaud                   | Hudson, Ottawa (Fluss) | Oka                     |

## Geschichte
Die ersten Siedler kamen 1780 hierher. 1848 entstand die Pfarrei Saint-Placide als sie sich von der Pfarrei Saint-Benoît trennte. Die neue Pfarrei nannte sich zweifelsohne nach dem Mönch saint Placide, der als Anhänger des Benedikt von Nursia im 16. Jahrhundert hier wirkte. 1853 wurde ein Postamt eröffnet und 1855 wurde die Gemeinde Saint-Placide gegründet.
Eine 1867 gebaute Anlegestelle erlaubte den Schiffen der Ottawa River Navigation Company den Handel mit Weizen aus der Gegend aufzunehmen.
Flüsse und Seen der Odawa dienten als Handelswege für die Pelze. Montreal war dabei immer das Ziel und der Ausgangspunkt. Der Lac des Deux Montagnes bildet hier ein wichtiges Teilstück der ersten großen transkontinentalen Route. Von hier starteten Militär, Entdecker, Händler und Missionare.
Im 17. Jahrhundert kamen hier auch so berühmte Entdecker wie Champlain und La Vérendrye vorbei. Die Verantwortlichen der Stadt haben zur Erinnerung an diese Zeit Erinnerungstafeln an markanten Stellen im Park entlang des Seeufers anbringen lassen. Hier erfährt man mehr über die Geschichte der Kirche, der Hafenanlage, der Navigation über den See und die Liste der grands voyageurs.
Folgende Entdecker starteten von den Ufern bei der Kirche:
- 1613 Samuel de Champlain zur Île aux Allumettes
- 1615 Étienne Brûlé auf seinem Weg zu den Seen Huron und Ontario
- 1634 Jean Nicolet auf seiner Entdeckungsreise zum Michigansee
- 1659 Médard des Groseilliers und Pierre-Esprit Radisson auf der Reise zum Lac Supérieur
- 1665 Nicolas Perrot auf dem Weg zum Michigansee
- 1686 Pierre de Troyes auf dem Weg zur James Bay
- 1686 Pierre Le Moyne d’Iberville auf der Reise zur Hudson Bay

1950 trennte sich die Gemeinde von der Pfarrgemeinde und gründete somit die Verwaltungsgemeinde Saint-Placide, blieb jedoch von dessen Gebieten umgeben. Erst am 3. August 1994 vereinigte man das Gebiet zur neuen Gemeinde Saint-Placide.
Saint-Placide ist in mehrere kleine Viertel gegliedert mit folgenden Namen: la Pointe-aux-Anglais, la Baie, le secteur des Épinettes, la Côte St-Jean, la Côte Saint-Vincent, la Côte Saint-Étienne, le noyau villageois, la Concession des Éboulis et la Pointe Masson.
Die Gemeinde hat über die zwei Jahrhunderte seit 1780 den Charakter des Bauerndorfs bewahrt. Noch heute wird 90 % der Fläche landwirtschaftlich genutzt.

## Demographie
| Jahr      | 1991  | 1996  | 2001  | 2006  | 2011  | 2016  |
| --------- | ----- | ----- | ----- | ----- | ----- | ----- |
| Einwohner | 1.387 | 1.479 | 1.537 | 1.642 | 1.715 | 1.686 |

Von den 862 Wohneinheiten sind 716 in privater Hand.
- Englisch als Muttersprache: 1,2 %
- Französisch als Muttersprache: 96 %
- Englisch und Französisch als Muttersprache: 0,6 %
- Andere Muttersprachen: 2,2 %

## Erziehungswesen
Die französischsprachigen Schulen werden von der Commission scolaire de la Seigneurie-des-Mille-Îles verwaltet.
- Freundschaftsschule[4]
- École secondaire d'Oka in Oka[5]

Die englischsprachigen Schulen werden von der Commission scolaire Sir Wilfrid Laurier verwaltet.
- École primaire Mountainview et école primaire Saint Jude, in Deux-Montagnes[6][7]
- École secondaire Lake of Two Mountains in Deux-Montagnes[8]

## Sehenswürdigkeiten
- Geburtshaus von Sir Adolphe-Basile Routhier (1839–1920), Poet, Romancier, Dramaturg und Vorsitzender des Obersten Gerichtshofes von Kanada; das Haus ist zum Monument historique erklärt worden.
- Die Kirche von Saint-Placide (1857) steht am Ufer des Sees. Das Dorf hat sich um den Bau gebildet und ist seit dem 19. Jahrhundert unverändert. Es sind schöne Beispiele der Architektur aus jener Zeit zu bewundern.
- Es gibt vier Parks: Park Adélaïde-Paquette, Park Cyrille-Lalande, Parc Sir-Adolphe-Basile-Routhier und Parc de l’Aire de repos.